# تولاروسا (نیومکزیکو)
تولاروسا(به انگلیسی: Tularosa) شهری در ایالت نیومکزیکو کشور ایالات متحده آمریکا است که جمعیت آن در سرشماری سال ۲۰۱۰ میلادی، ۲٬۸۴۲ نفر بوده‌است.

## موقعیت جغرافیایی
موقعیت جغرافیایی شهرها و مناطق اطراف به شرح زیر است: